# (504) Cora
(504) Cora ist ein Asteroid des Hauptgürtels, der am 30. Juni 1902 von Solon Irving Bailey entdeckt wurde.
Der Asteroid trägt den Namen einer mythologischen Figur der Inka.